# Karahavet
Karahavet (russisk: Ка́рское мо́ре) er en del af det Arktiske Hav ved det nordlige Sibirien, mellem øgrupperne Novaya Zemlya, Frans Josefs land og Severnaja Semlja. Havet afgrænses mod Barentshavet i vest langs en linje mellmm nordøstspidsen af Novaya Zemlya og det østligste punkt på Frans Josefs land. Herfra trækkes desuden en grænse mod selve det Arktiske hav langs en linje til nordspidsen af Severnaja Semlja. Farvandet har et areal på ca. 880.000 km² og har en længde på 1.450 km og er 970 km bred. Havet har en gennemsnitsdybde på 110 m. Karahavet bliver forsynet med store mængder vand fra floderne Ob, Jenisej og Pjasina. Farvandet er tilfrosset hele året undtagen to måneder.
Hovedhavnene i Karahavet er Novyj Port og Dickson, og det er et vigtigt fiskeområde, selv om det kun er isfrit i to måneder om året. Det findes desuden store forekomster af råolie og gas i havet, bl.a. Kharasaveyskoefeltet. Der er bekymring for mængden af atomaffald som russerne har dumpet i Karahavet og effekterne som dumpningen vil have på havmiljøet.

## Historie
Karahavet blev tidligere kaldet Oceanus Scythicus ('Det skytiske hav') eller Mare Glaciale ('Ishavet') og står med disse navne på kort fra 1500-tallet. Eftersom havet er dækket af is det meste af året blev det stort set ikke udforsket før sent i 1800-tallet.
I 1556 sejlede Stephen Borough på "Searchthrift" for at prøve at nå floden Ob, men blev stoppet af isen og tåge, da han nåede Karahavet. Ikke før rnd 1580 prøvede en anden engelsk ekspedition, under Arthur Pet og Charles Jackman, at nå passagen. De klarede heller ikke opgaven, og England mistede interessen for Nordøstpassagen.
I 1736-1737 rejste den russiske admiral Stepan Malygin på en rejse fra Dolgijøen i Barentshavet. De to skibe i ekspeditionen var "Pervij", under Malygins kommando, og "Vtoroj" under kaptajn A. Skuratov. Efter at være kommet ind i det lidet udforskede Karahavet, seglede de til mundingen af Ob. Malygin skrev detaljerede skildringer af dette ukendte område og tegnede et forholdsvis nøjagtig kort over kystlinjen mellem floderne Petsjora og Ob.
I 1878 seglede den svenske polarforsker Adolf Erik Nordenskiöld på skibet "VegaKursiv tekst" over Karahavet fra Göteborg og langs kysten af Sibirien. Trods pakisen nåede han til 180° øst i begyndelsen af september. Vinteren over lå han fast i isen i Tjukterhavet og ventede og gjorde byytehandel med de lokale tjuktere. I juli året efter kom Vega fri af isen og nåede frem til Yokohama i Japan. Han var da den første, som havde gennemsejlet hele Nordøstpassagen. Den største øgruppe i Karahavet, Nordenskiöldøerne, er opkaldt efter han.
I 1912 blokerede isen Nordøstpassagen og tre ekspeditioner, som måtte krydse Karahavet, blev fanget i isen og forsvandt: Sedovs fartøj "St. Foka", Brusilovs "Svjataja Anna" og Rusanovs "Gerkules". Georgij Sedov mente at kunne nå Frans Josefs land med sit skib og efterlade et depot der og rejse med slæde til Nordpolen. På grund af den tunge is nåede fartøjet først Novaja Zemlja den første sommer og overvintrede i Frans Josefs land. I februar 1914 drog Sedov afsted mod Nordpolen med to søfolk og tre slæder, men han blev syg og døde på Rudolføen.
Georgij Brusilov prøvede at sejle gennem Nordøstpassagen, men blev fanget i Karahavet og drev nord over i mere end to år, før han nåede 83°17 N. Tretten mand, ledede af Valerian Albanov, forlod fartøjet og begyndte at gå over isen mod Frans Josefs land, men kun Albanaov og en sømand (Aleksander Konrad) overlevede de tre hårde måneder. De overlevende havde skibslogbogen for "St. Anna" med sig, kortet over hendes rute og daglige vejrobservationar, men hvad der skete med de tilbageværende om bord er ukendt.
Samme år forsvandt ekspeditionen under ledelse af Vladimir Rusanov i Karahavet. Disse tre tabte ekspeditioner førte til at begivenhederne fangede interessen hos almenheden, og et par redningsaktioner blev sat i værk, blandt andet rejste Nagurskij fem gange over havet og isen fra en base på Novaja Zemlja.
Fridtjof Nansen og forretningsmanden Jonas Lied udforskede Karahavet i 1913.
Efter den russiske revolution i 1917 voksede omfanget af udforskningen af Karahavet som følge af udviklingen af Nordøstpassagen. Der blev etableret mange flere polarstationer, som der i alt var fem af i 1917, og de skaffede vejrobservationer, observationer af istilstanden og radiokontakter. I 1932 var det 24 stationer, i 1948 omkring 80, og i 1970-erne var der mere end 100. Brugen af isbrydere og senere luftfartøjer for at udføre videnskabeligt arbejde udviklede sig. I 1929 og 1930 bragte isbryderen "Sedov" forskere til Severnaja Zemlja, det sidste store uudforskede område i Sovjetunionen. Øgruppen blev kortlagt fuldstændigt under ledelse af Georgij Usjakov mellem 1930 og 1932.
Særlig bemærkelsesværdige er tre ture, som isbryderen "Sadko" foretog, som gik længere nord på end noget andet skib havde været. I 1935 og 1936 blev de sidste uudforskede områder i den nordlige del af Karahavet undersøgt og Usjakovøen blev opdagaet.
I sommeren 1942 kom den tyske Kriegsmarine med sine krigsskibe og ubåde til Karahavet for at ødelægge så mange russiske fartøjer som muligt. Dette felttog blev kaldt Operation Wunderland. Operationen blev kun delvist en succes på grund af megen drivis, dårligt vejr og tåge. Dette beskyttede de sovjetiske skibe og hindrede skader, som kunne være påført den sovjetiske flåde, hvis vejrforholdene havde været bedre.
I dag er det uro omkring de store mængder atomaffald, som tidligere Sovjetunionen dumpede i havet, blandt andet seks atomubådsreaktorer og ti atomreaktorer. Effekten heraf på miljøet er ikke kendt. Det Internationale Atomenergiagentur har ved målinger konstateret, at udslippene er små og lokale.